# Caldi dolci
I caldi dolci sono un tipico dolce della pasticceria mantovana preparato quasi esclusivamente nei primi giorni di novembre in particolare il 2 novembre, giorno della commemorazione dei defunti.

## Ingredienti[4]
- Farina di mais (250  g)
- Latte (1 l)
- Vino cotto (1 l)
- Burro (100  g)
- Zucchero (100  g)
- Pinoli (100  g)
- scorza di limone grattugiata
- cannella
- chiodi di garofano (4)
- Sale (un pizzico)